# Angstel
L'Angstel est une rivière néerlandaise de l'ouest de la province d'Utrecht. Elle a une longueur d'environ 6 km.
L'Angstel, au cours très sinueux, a bien conservé ses méandres. Elle coule entre Abcoude et Loenersloot, en passant par Baambrugge. Elle relie le Gein et le Holendrecht avec l'Aa. Au sud d'Abcoude, elle est également reliée au Winkel. La rivière est située à l'ouest du Canal d'Amsterdam au Rhin.
Historiquement, l'Angstel constitue une branche ou un affluent du Vecht. Aujourd'hui elle constitue la frontière de la commune des Ronde Venen. Le long de l'Angstel on trouve plusieurs buitenplaatsen.

## Source
- (nl) Cet article est partiellement ou en totalité issu de l’article de Wikipédia en néerlandais intitulé « Angstel » (voir la liste des auteurs).